# 德国驻捷克大使馆
德国驻捷克大使馆（德語：Deutsche Botschaft Prag）位于捷克共和国首都布拉格小城区弗拉斯卡街（Vlašská）19号（旧名Wälsche Spitalgasse），是德國在該國設置的外交代表機構。 
1973年西德和捷克斯洛伐克建立外交关系后，其大使馆设在规模宏大的洛布科维茨宫（Palais Lobkowicz）。这座带有大花园的巴洛克宫殿完成于1707年，1757年归属贵族洛布科维茨家族，1927年将其出售给捷克斯洛伐克国家。

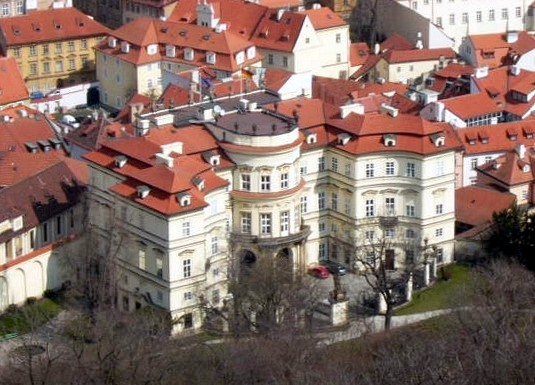
德国大使馆南侧花园，东德难民曾经露营的所在

在1989年东欧剧变前夕，这座宫殿成为已经众多東德難民抵达布拉格後的目的地，他们翻越篱笆，在庭院内露营。自从1974年这座大使馆开放时，就有一小群人藏身此处，到9月其数量已经增加到数千人，引起严重的供应和卫生问题。
西德政府与东德当局和苏联进行幕后谈判，商讨如何解决日益恶化的状况。1989年9月30日晚上，西德外交部长汉斯-迪特里希·根舍到阳台上宣布达成的协议，同意让这些难民前往西德。在听到Ausreise（出发）一词时，人群发出欢呼，欢呼声甚至掩盖了根舍的后半句。这一事件标志着德国历史上一个重要的时刻。 
在11月3日东德当局关闭与捷克斯洛伐克的边境之前的几周内，有更多的东德公民逃进了这座大使馆。最终捷克斯洛伐克当局放弃了耐心，让所有东德人直接前往西德。因此，他们打开了冷战时期的一段铁幕。在这座大使馆的花园，有一辆东德卫星牌（Trabant）汽车的金色雕塑，用来纪念这些事件。
1989年11月9日柏林墙倒塌后，捷克人成功地进行天鹅绒革命。